# 雅致弧蛤
雅致弧蛤（学名：Arcuatula elegans），又名华丽拟肌蛤，为贻贝科弧蛤属的动物。分布于西非、澳大利亚以及中国大陆的广东、香港等地，属于暖水性种。其常栖息于潮下带浅海海底、一般垂直分布在7-8米间以及底质多为软泥。该物种的模式产地在西非。